# Municipio de Ahuehuetitla
El municipio de Ahuehuetitla (del nahuatl: ahuehuetl, titla ‘ahuehuete, entre’‘Entre ahuehuetes’) es uno de los 217 municipios que conforman al estado mexicano de Puebla. Su cabecera municipal es la localidad de Ahuehuetitla, se encuentra localizada a 127 km de la capital del estado.

## Geografía
El municipio de Ahuehuetitla tiene una superficie de 108.44 km². Se encuentra a una altitud de 1,096 metros sobre el nivel del mar. El municipio colinda al norte con el municipio de Tehuitzingo, al sur con el municipio de Piaxtla, al oriente con el municipio de Acatlán y al oeste con el municipio de Chinantla. El municipio se encuentra atravesado por la sierra de Acatlán. Por él corren algunos arroyos intermitentes que desembocan en el río Atoyac.

## Población
El municipio de Ahuehuetitla cuenta con doce localidades.
| Localidad            | Población (2020) |
| -------------------- | ---------------- |
| Ahuehuetitla         | 1371             |
| Guadalupe Alchipini  | 359              |
| San Vicente el Peñón | 132              |

## Cultura
El monumento histórico más importante es el templo parroquial, que está ubicado en la cabecera municipal y data del siglo XVII.
La fiesta principal es el tercer viernes de Cuaresma, que es una fecha movible y cae entre febrero y marzo.
En el municipio se fabrican artesanías, que consisten principalmente de alfarería y canastas de carrizo.

## Economía
En el municipio se cultiva principalmente el maíz, Frijol, Calabazas, Ajonjolí, además de la sandía y el cacahuate. También existe importante actividad en la apicultura; el municipio produce una miel de muy buena calidad que se exporta al resto del país y al extranjero.